# Hubert Kah
Hubert Kah, vlastním jménem Hubert Kemmler (* 22. března 1961, Reutlingen, Německo), je německý hudebník, komponista a producent. Žánrově se řadí do Neue Deutsche Welle.
Největší úspěch slavil v roce 1982 se singly Rosemarie a Sternenhimmel, které se udržely přes 20 týdnů v německé hitparádě a umístily se nejlépe na 3., respektive 2. místě.

## Diskografie

### Singly
- 1982: Rosemarie
- 1982: Sternenhimmel
- 1983: Scary Monster (Spanien, Norwegen)
- 1983: Einmal nur mit Erika (…dieser Welt entflieh'n)
- 1984: Engel 07
- 1984: Wenn der Mond die Sonne berührt
- 1985: Goldene Zeiten
- 1985: Angel 07 (Japan, USA)
- 1986: Limousine
- 1986: Something I Should Know
- 1986: Love Is So Sensible (Frankreich)
- 1987: Military Drums
- 1989: Welcome, Machine Gun
- 1989: So Many People
- 1990: Cathy/The Picture (USA)
- 1995: C'est la vie
- 1996: C'est la vie (Neue Version)
- 1996: Sailing (away from me)
- 1998: Der NDW Kult Mix
- 1998: Love Chain (…Maria)
- 2005: No Rain
- 2005: Psycho Radio
- 2005: Sekunden (Promo)

### Alba
- 1982: Meine Höhepunkte
- 1982: Ich komme
- 1984: Goldene Zeiten
- 1985: Angel 07 (Mini-Album, Japan)
- 1986: Tensongs
- 1989: Sound Of My Heart
- 1996: Hubert Kah
- 2005: Seelentaucher

### Kompilace
- 1990: Best Of Dance Hits (USA)
- 1998: Best Of Hubert KaH
- 1999: Rosemarie
- 2001: Portrait
- 2009: Meine Besten
- 2011: So80s present: Hubert Kah (curated by Blank & Jones)